# Сиитонен, Ханна-Риикка
Ханна-Риикка Сиитонен (фин. Hanna-Riikka Siitonen; 13 ноября 1970, Хельсинки, Финляндия — 23 июля 2018, там же) — финская актриса

 и певица, которая прославилась как один из членов музыкального поп-дуэта «Taikapeili» в 1990-х годах. Она снималась в сериале TV2 «Новый день». Сиитонен была мастером театрального искусства.
Сиитонен играла в театре, мюзиклах, работала на телевидении и радио. Она также работала преподавателем по вокалу в телевизионном музыкальном конкурсе «Идолы».

## Жизнь и карьера
Сиитонен родилась в семье актёра и музыканта Матти «Фреди» Сиитонена (род. 1942) и политика Эвы-Риитты Сиитонен (род. 1940).
Сиитонен начала играть на фортепиано и скрипке в возрасте шести лет в Восточном музыкальном институте в Хельсинки. Позже она также заинтересовалась танцами и театром и пошла учиться в высшую театральную школу в Каллио. Она продолжила обучение в Оулункыльской поп-джазовой консерватории, которую она окончила по специальности «преподаватель по вокалу». Затем продолжила обучение в школе искусств и коммуникаций Турку в 1993 году. Сиитонен окончила школу по специальности «режиссура музыкального театра». В 1996 году Ситонен присоединился к Театральной академии и в 1998 году окончила магистратуру по театральному искусству.
В 1994 году Сиитонен, вместе со своей подругой Ниной Тапио, создала группу «Taikapeili». Дуэт выпустил в общей сложности три альбома. Первые два из них были большим успехом. Сиитонен была бэк-вокалисткой для многочисленных артистов и играла в мюзиклах. Она путешествовал с шоу Каббас Аббаа, например, в Дворце музыкального театра и Музыкальном театре в Кото. Она также участвовал в шоу «Finnhitz» в Дворце музыкальных театров. Сиитонен выступала в качестве преподавателя по вокалу в программе «Идолы» и в качестве бэк-вокалистки в финальных трансляциях. Она преподавала пение в музыкальной школе «Skene». Сиитонен также выступала в качестве автора песен в группах «Taikapeili» и «AiA». Она также выступала в качестве музыкального продюсера и автора песен для группы «Vihreät valot », членами которой были молодые актёры из сериала «Новый день».
Сиитонен исполняла роль Лизбет Канервы в телесериале TV2 «Новый день» в 2010—2018 годы.
Она была замужем за актёром и режиссёром Янном Виртаненом. Они были вместе с 2000 года и поженились в июне 2003 года. У них есть одна дочь, Виено Виртанен (родилась в 2006 году), которая также снималась в «Новом дне». Сиитонен страдала раком щитовидной железы с 2000 года. Она умерла в Терхокоде, Хельсинки, в июле 2018 года.